# Hofladen

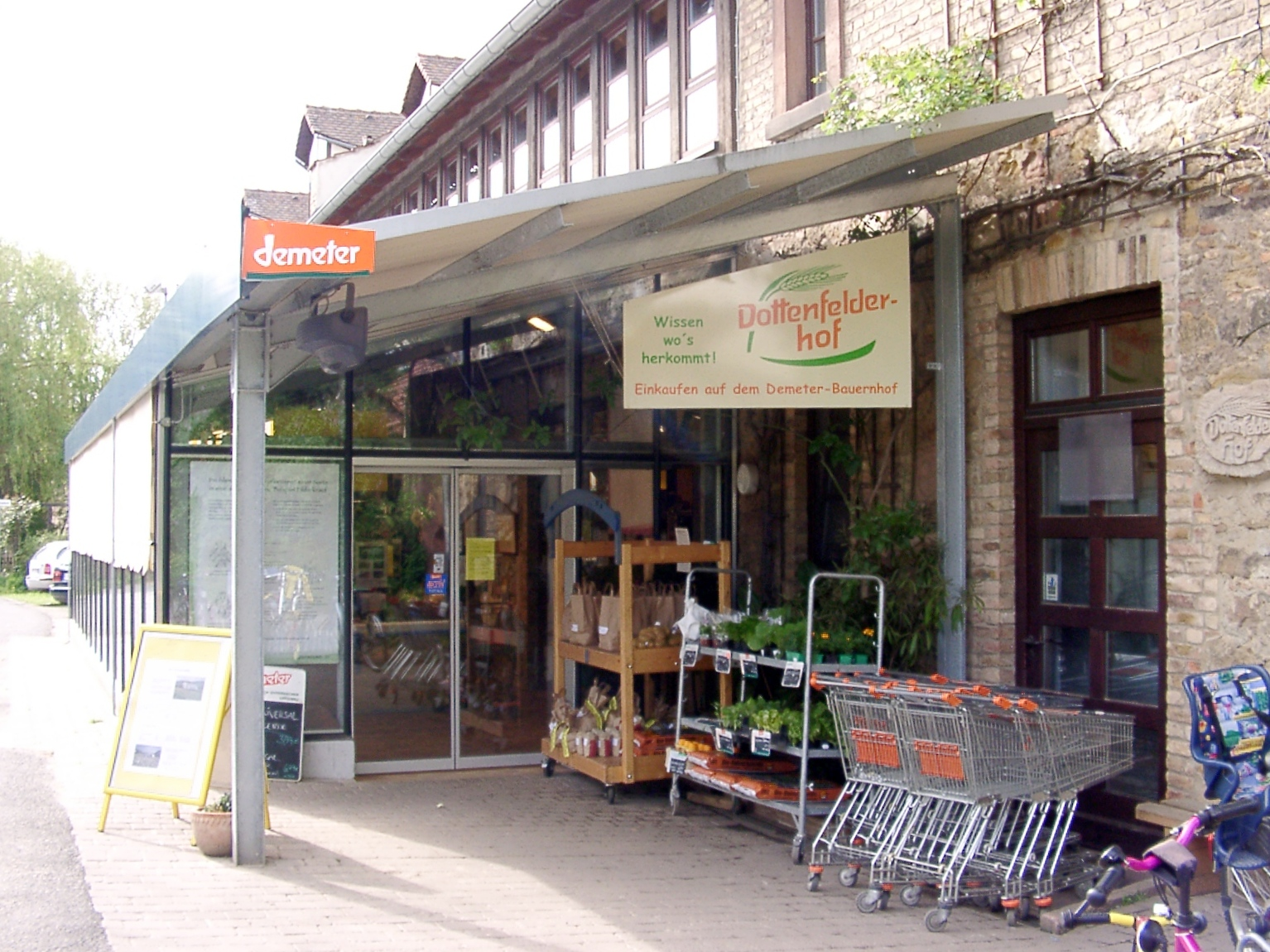
Hofladen in Hessen

Als Hofladen (in Österreich auch Ab-Hof-Verkauf) wird ein Geschäft bezeichnet, das direkt an einen landwirtschaftlichen Betrieb angeschlossen ist und in dem Produkte vom Hof oft in der Art einer Kasse des Vertrauens verkauft werden.
Häufig werden in Hofläden auch zugekaufte Waren angeboten. Es gibt Hofläden, die nur ein begrenztes Angebot umfassen und andere, die viele Produkte verkaufen, je nach Konzept. Da „Hofladen“ kein geschützter Begriff ist, kommt es vor, dass auch Geschäfte, die keine Anbindung an einen landwirtschaftlichen Betrieb haben und ausschließlich Zukaufware vertreiben, sich als solchen bezeichnen.

## Deutschland
Damit sich die Hofläden der landwirtschaftliche Direktvermarkter von anderen Einkaufsstätten (Supermärkte, Bäckereien, Fleischerfachgeschäfte, Feinkost- und Naturkostläden) eindeutig unterscheiden, wurde 1989 die bundeseinheitliche Marke „Einkaufen auf dem Bauernhof“ von der gleichnamigen Fördergemeinschaft geschaffen und beim Deutschen Patent- und Markenamt angemeldet.

### Im Sinne der Gewerbeordnung

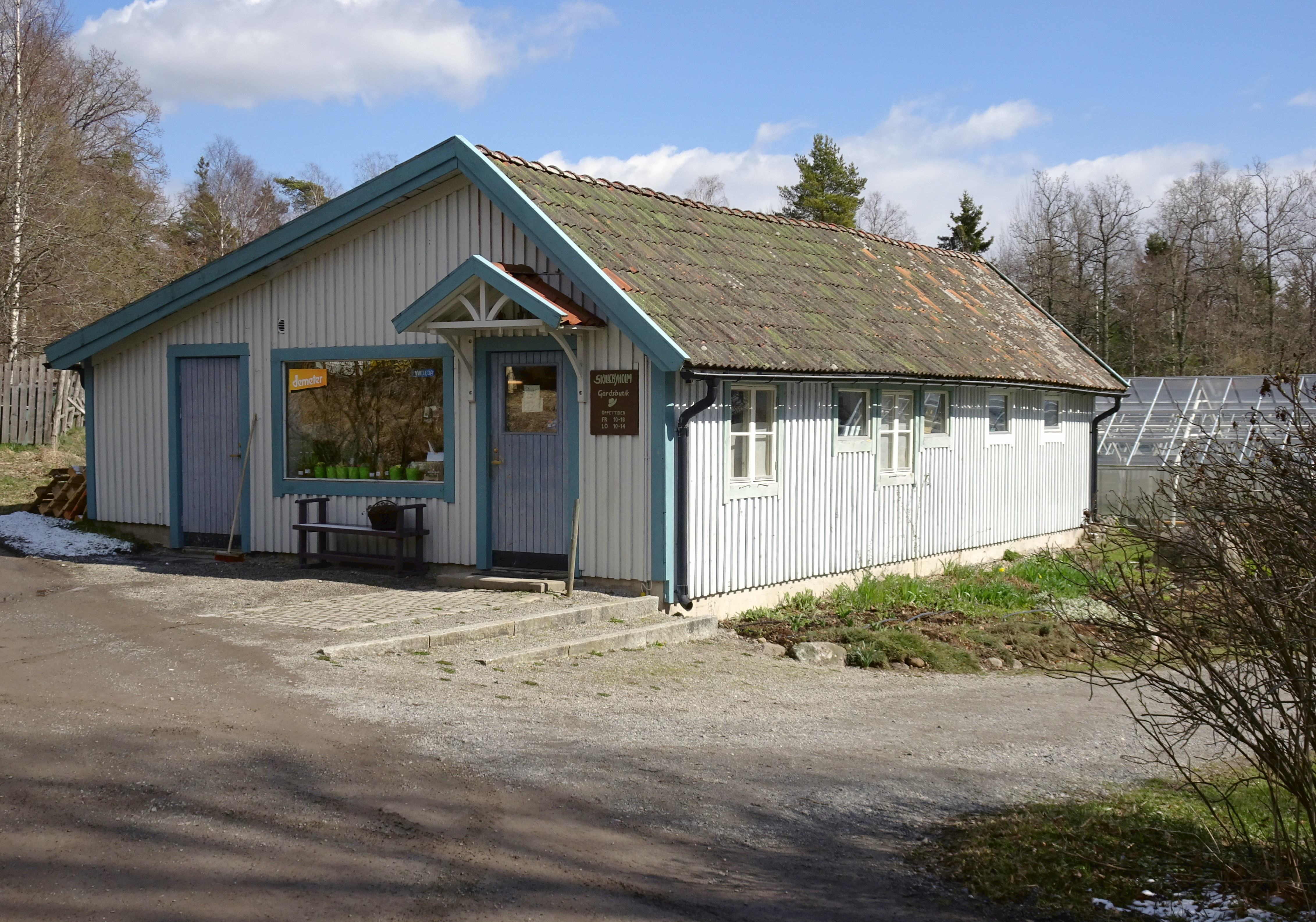
Hofladen im Stockholms län.

Ob eine Direktvermarktung im Hofladen im Sinne der Gewerbeordnung als Gewerbe angezeigt werden muss, ist abhängig vom Anteil selbst erzeugter angebotener Produkte, dem Verarbeitungsgrad, dem Standort und den Umsatz des Hofladens.
Die Vermarktung selbst erzeugter landwirtschaftlicher Naturprodukte, z. B. Milch, Eier, Wolle oder Honig ab Hof kann der landwirtschaftlichen Urproduktion zugeordnet werden und stellt kein Gewerbe im Sinne der Gewerbeordnung dar.
Eine geringfügige Erweiterung um fremde Produkte führt nicht automatisch zur Annahme eines Gewerbes. Die Abgrenzung zwischen landwirtschaftlicher und gewerblicher Tätigkeit ist allerdings aufgrund der fehlenden Definition im Gewerberecht in der Praxis oft strittig. Die Gewerbeämter orientieren sich bei der Beurteilung des Einzelfalles an entsprechenden Verwaltungsrichtlinien und den zahlreichen Gerichtsurteilen, denen sich weitere Abgrenzungen entnehmen lassen. Als unerheblich gelten im Allgemeinen Erlöse, die weniger als 10 Prozent des Gesamtumsatzes des Direktvermarktungsbetriebes ausmachen.
Eine Vermarktung von bearbeiteten und veredelten Produkten über die erste Verarbeitungsstufe hinaus wird in der Regel nicht mehr als landwirtschaftliche Urproduktion angesehen.
Übersteigen die Umsätze eines Hofladens mit Zukaufsware dauerhaft mehr als ein Drittel des Gesamtumsatzes bzw. 51.500 €, so wird dieser als selbständiger Gewerbebetrieb beurteilt.

### Ladenschlussregelungen
Der bloße landwirtschaftliche Verkauf aus der Scheune oder vom Hof ohne besondere Verkaufsvorrichtungen ist ohne Einhaltung der Ladenschlusszeiten möglich. Dies gilt auch, wenn der Verkauf nur vorübergehend vom Hof aus oder am Straßenrand, etwa während der Erntesaison bei Obst, Spargel, anderem Gemüse und Kartoffeln erfolgt. Da ein Hofladen in der Regel einen festen, ausgestatteten Raum hat, ist er an die regulären Ladenöffnungszeiten gebunden. Die Regelung der Ladenöffnungszeiten liegt in Deutschland bei den Bundesländern.

## Schweiz
In der Schweiz gilt ein Hofladen in der Regel als ein nichtlandwirtschaftlicher Nebenbetrieb gemäß Art. 24b Raumplanungsgesetz. Darüber hinaus existieren auch kantonale Vorschriften.

### Deutschland
- farmshops.eu crowdsourced Verzeichnis auf Basis von OpenStreetMap
- Hofladen.info – noch ein Verzeichnis

### Schweiz
- Bio Suisse: biomondo.ch
- Schweizer Bauernverband: vomhof.ch